# Bennington County

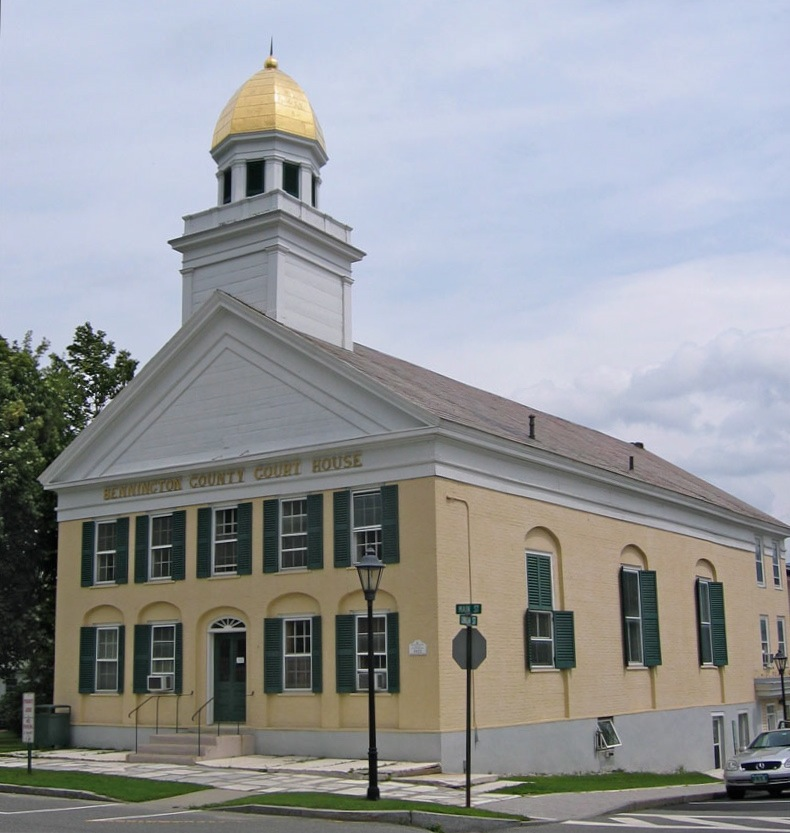
Gerechtsgebouw

Bennington County is een van de 14 county's in de Amerikaanse staat Vermont.
De county heeft een landoppervlakte van 1.752 km² en telt 36.994 inwoners (volkstelling 2000). De hoofdplaatsen zijn Bennington en Manchester.

## Geboren
- Bill W. (1895-1971), samen met Dr. Bob Smith oprichter van Anonieme Alcoholisten

Addison · Bennington · Caledonia · Chittenden · Essex · Franklin · Grand Isle · Lamoille · Orange · Orleans · Rutland · Washington · Windham · Windsor